# Иречек, Герменегильд
Герменегильд И́речек (Йиречек, чеш. Hermenegild Jireček; 13 апреля 1827 — 29 декабря 1909) — чешский историк и правовед. Иностранный член-корреспондент Российской Академии Наук (с 1882 года). Брат Йозефа Иречека.

## Биография
Герменегильд Иречек окончил философский (1846) и юридический (1850) факультеты Пражского университета. В своей общественной деятельности и в своих сочинениях являлся защитником чешской национальной идеи. С 1850 года долго жил в Вене, был редактором журнала «Венский ежедневник» (чеш. Videňsky Dennik) и основателем литературного приложения к нему Vesna.
Основной предмет научного интереса Иречека — история славянского права, впервые, как отмечал в некрологе Иречеку А. С. Лаппо-Данилевский, изученная с такой разносторонностью и тщательностью. Много статей Иречека по этому вопросу разбросано в разных чешских журналах. Основные труды Иречека — «Славянское право в Чехии и Моравии» (чеш. Slovanské pravo v Čechách a na Moravĕ; 1863—1873, в 3 томах) и «Свод чешских законов» (лат. Codex juris bohemici; 1867—1892, в 11 частях).